# St. Louis Stars 1973
Questa pagina raccoglie i dati riguardanti i St. Louis Stars nelle competizioni ufficiali della stagione 1973.

## Stagione
La squadra, sempre affidata a Casey Frankiewicz, rimane caratterizzata da una forte presenza di giocatori statunitensi, provenienti soprattutto dal Missouri, in contrasto con le altre franchigie della NASL. Gli Stars in questa stagione non riescono a superare la fase a gironi.
Capocannoniere delle squadra fu Gene Geimer con dieci reti.

## Organigramma societario
Area direttiva
- General Manager: Jack Galmiche

Area tecnica
- Allenatore: Casey Frankiewicz
- Trainer: Steve Middleman

## Rosa
| N. |                        | Ruolo | Calciatore       |
| -- | ---------------------- | ----- | ---------------- |
| 1  | Stati Uniti (bandiera) | P     | Mike Winter      |
| 2  | Inghilterra (bandiera) | D     | John Sewell      |
| 3  | Stati Uniti (bandiera) | D     | John Carenza     |
| 4  | Stati Uniti (bandiera) | D     | Steve Frank      |
| 5  | Polonia (bandiera)     | D     | Joachim Pierzyna |
| 6  | Stati Uniti (bandiera) | D     | Buzz Demling     |
| 7  | Stati Uniti (bandiera) | A     | Larry Hausmann   |
| 8  | Stati Uniti (bandiera) | C     | Pat McBride      |
| 9  | Stati Uniti (bandiera) | A     | Dennis Vaninger  |

| N. |                        | Ruolo | Calciatore        |
| -- | ---------------------- | ----- | ----------------- |
| 10 | Stati Uniti (bandiera) | A     | Willy Roy         |
| 11 | Polonia (bandiera)     | A     | Casey Frankiewicz |
| 12 | Stati Uniti (bandiera) | C     | Al Trost          |
| 13 | Ghana (bandiera)       | A     | Yao Kankam        |
| 14 | Stati Uniti (bandiera) | D     | Tom Howe          |
| 16 | Stati Uniti (bandiera) | D     | Gary Rensing      |
| 20 | Stati Uniti (bandiera) | A     | Gene Geimer       |
|    | Stati Uniti (bandiera) | P     | Dave Jokerst      |